# Gent–Wevelgem
Gent–Wevelgem (seit 2016 Gent–Wevelgem in Flanders Fields) ist ein belgisches Straßenradrennen.
Es wird seit 1934 auf den Straßen der belgischen Westprovinzen ausgetragen und gehört zu den klassischen Eintagesrennen. Die Strecke von Gent–Wevelgem hat anders als die meisten flämischen Frühjahrsklassiker ein relativ flaches Profil. Das größte Hindernis stellt der Kemmelberg dar, eine typisch flämische Helling (deutsch Steigung) mit einem zwar kurzen, aber enorm steilen und unasphaltierten Anstieg.
Gent–Wevelgem gehört seit Einführung der UCI ProTour 2005 zu dieser Rennserie der wichtigsten Radrennen des Jahres. Seit 2011 gehört das Rennen zur Nachfolgeserie UCI WorldTour.
Das flache Profil des Rennens wirkt sich auch auf die Siegerliste aus: So konnte ein Sprinter wie Mario Cipollini den Klassiker dreimal gewinnen. Ebenfalls dreimal entschieden die Belgier Eddy Merckx, Rik Van Looy, Robert Van Eenaeme, Tom Boonen, der Slowake Peter Sagan und der Däne Mads Pedersen das Rennen für sich. Die einzigen deutschen Sieger sind Andreas Klier (2003), Marcus Burghardt (2007) und John Degenkolb (2014).
Seit 2012 wird Gent-Wevelgem auch als Frauenrennen ausgerichtet. Das Frauenrennen wurde im Jahr 2016 in den Kalender der neu eingeführten UCI Women’s WorldTour aufgenommen. Zur Saison 2016 wurde Gent–Wevelgem zusätzlich mit dem Kattekoers als U23-Rennen, dem Grote Prijs André Noyelle als Junioren-Rennen und einem separaten Rennen für Juniorinnen erweitert. Alle drei Rennen sind Teil des Nationencups in der jeweiligen Kategorie.

## Palmarès

### Männer
| Jahr | Sieger                     | Zweiter                  | Dritter                    |
| ---- | -------------------------- | ------------------------ | -------------------------- |
| 1934 | Gustave Van Belle          | Maurice Vandenberghe     | Jérôme Dufromont           |
| 1935 | Albert Depreitere          | Jérôme Dufromont         | Karel Catrysse             |
| 1936 | Robert Van Eenaeme         | Joseph Somers            | Gaston Denys               |
| 1937 | Robert Van Eenaeme         | Albert Ritserveldt       | André Hallaert             |
| 1938 | Hubert Godart              | Edmond De Lathouwer      | Gustave Van Cauwenberghe   |
| 1939 | André Declerck             | Frans Van Hellemont      | Albert Van Laecke          |
| 1945 | Robert Van Eenaeme         | Maurice Van Herzele      | André Declerck             |
| 1946 | Ernest Sterckx             | Maurice Desimpelaere     | Michel Remue               |
| 1947 | Maurice Desimpelaere       | René Beyens              | Lucien Vlaemynck           |
| 1948 | Valère Ollivier            | Albert Ramon             | Hilaire Couvreur           |
| 1949 | Marcel Kint                | André Declerck           | Albert Decin               |
| 1950 | Albéric Schotte            | Albert Decin             | André Declerck             |
| 1951 | André Rosseel              | Raphaël Jonckheere       | Lionel Van Brabant         |
| 1952 | Raymond Impanis            | Maurice Blomme           | Alois De Hertog            |
| 1953 | Raymond Impanis            | Wim van Est              | Germain Derycke            |
| 1954 | Rolf Graf                  | Ferdy Kübler             | Ernest Sterckx             |
| 1955 | Albéric Schotte            | Désiré Keteleer          | Raymond Impanis            |
| 1956 | Rik Van Looy               | Richard Van Genechten    | Désiré Keteleer            |
| 1957 | Rik Van Looy               | André Noyelle            | Lucien Mathys              |
| 1958 | Noël Foré                  | Rik Van Looy             | Fred De Bruyne             |
| 1959 | Leon Vandaele              | Jos Hoevenaers           | Jacques Anquetil           |
| 1960 | Frans Aerenhouts           | Frans De Mulder          | Jef Planckaert             |
| 1961 | Frans Aerenhouts           | Raymond Impanis          | Yvo Molenaers              |
| 1962 | Rik Van Looy               | Frans Schoubben          | Armand Desmet              |
| 1963 | Benoni Beheyt              | Tom Simpson              | Michel Van Aerde           |
| 1964 | Jacques Anquetil           | Yvo Molenaers            | Rik Van Looy               |
| 1965 | Noël De Pauw               | Bernard Van De Kerckhove | Gustaaf De Smet            |
| 1966 | Herman Van Springel        | Noël Van Clooster        | Palle Lykke                |
| 1967 | Eddy Merckx                | Jan Janssen              | Edward Sels                |
| 1968 | Walter Godefroot           | Willy Van Neste          | Felice Gimondi             |
| 1969 | Willy Vekemans             | Roger De Vlaeminck       | Erik De Vlaeminck          |
| 1970 | Eddy Merckx                | Willy Vekemans           | Walter Godefroot           |
| 1971 | Georges Pintens            | Roger De Vlaeminck       | Gerben Karstens            |
| 1972 | Roger Swerts               | Felice Gimondi           | Eddy Merckx                |
| 1973 | Eddy Merckx                | Frans Verbeeck           | Walter Planckaert          |
| 1974 | Barry Hoban                | Eddy Merckx              | Roger De Vlaeminck         |
| 1975 | Freddy Maertens            | Frans Verbeeck           | Rik Van Linden             |
| 1976 | Freddy Maertens            | Rik Van Linden           | Frans Verbeeck             |
| 1977 | Bernard Hinault            | Vittorio Algeri          | Piet van Katwijk           |
| 1978 | Ferdi Van Den Haute        | Walter Planckaert        | Francesco Moser            |
| 1979 | Francesco Moser            | Roger De Vlaeminck       | Jan Raas                   |
| 1980 | Henk Lubberding            | Alfons De Wolf           | Piet van Katwijk           |
| 1981 | Jan Raas                   | Roger De Vlaeminck       | Alfons De Wolf             |
| 1982 | Frank Hoste                | Eddy Vanhaerens          | Alfons De Wolf             |
| 1983 | Leo van Vliet              | Jan Raas                 | Frank Hoste                |
| 1984 | Guido Bontempi             | Eric Vanderaerden        | Pierino Gavazzi            |
| 1985 | Eric Vanderaerden          | Phil Anderson            | Rudy Dhaenens              |
| 1986 | Guido Bontempi             | Twan Poels               | Jean-Marie Wampers         |
| 1987 | Teun van Vliet             | Etienne De Wilde         | Herman Frison              |
| 1988 | Sean Kelly                 | Gianni Bugno             | Ron Kiefel                 |
| 1989 | Gerrit Solleveld           | Sean Yates               | Rolf Sørensen              |
| 1990 | Herman Frison              | Johan Museeuw            | Franco Ballerini           |
| 1991 | Dschamolidin Abduschaparow | Mario Cipollini          | Olaf Ludwig                |
| 1992 | Mario Cipollini            | Johan Capiot             | Adriano Baffi              |
| 1993 | Mario Cipollini            | Eric Vanderaerden        | Dschamolidin Abduschaparow |
| 1994 | Wilfried Peeters           | Franco Ballerini         | Johan Museeuw              |
| 1995 | Lars Michaelsen            | Maurizio Fondriest       | Luc Roosen                 |
| 1996 | Tom Steels                 | Giovanni Lombardi        | Fabio Baldato              |
| 1997 | Philippe Gaumont           | Andreï Tchmil            | Johan Capiot               |
| 1998 | Frank Vandenbroucke        | Lars Michaelsen          | Nico Mattan                |
| 1999 | Tom Steels                 | Zbigniew Spruch          | Tristan Hoffman            |
| 2000 | Geert Van Bondt            | Peter Van Petegem        | Johan Museeuw              |
| 2001 | George Hincapie            | Léon van Bon             | Steffen Wesemann           |
| 2002 | Mario Cipollini            | Fred Rodriguez           | George Hincapie            |
| 2003 | Andreas Klier              | Henk Vogels junior       | Tom Boonen                 |
| 2004 | Tom Boonen                 | Magnus Bäckstedt         | Jaan Kirsipuu              |
| 2005 | Nico Mattan                | Juan Antonio Flecha      | Daniele Bennati            |
| 2006 | Thor Hushovd               | David Kopp               | Alessandro Petacchi        |
| 2007 | Marcus Burghardt           | Roger Hammond            | Óscar Freire Gómez         |
| 2008 | Óscar Freire Gómez         | Aurélien Clerc           | Wouter Weylandt            |
| 2009 | Edvald Boasson Hagen       | Aljaksandr Kuschynski    | Matthew Goss               |
| 2010 | Bernhard Eisel             | Sep Vanmarcke            | Philippe Gilbert           |
| 2011 | Tom Boonen                 | Daniele Bennati          | Tyler Farrar               |
| 2012 | Tom Boonen                 | Peter Sagan              | Matti Breschel             |
| 2013 | Peter Sagan                | Borut Božič              | Greg Van Avermaet          |
| 2014 | John Degenkolb             | Arnaud Démare            | Peter Sagan                |
| 2015 | Luca Paolini               | Niki Terpstra            | Geraint Thomas             |
| 2016 | Peter Sagan                | Sep Vanmarcke            | Wjatscheslaw Kusnezow      |
| 2017 | Greg Van Avermaet          | Jens Keukeleire          | Peter Sagan                |
| 2018 | Peter Sagan                | Elia Viviani             | Arnaud Démare              |
| 2019 | Alexander Kristoff         | John Degenkolb           | Oliver Naesen              |
| 2020 | Mads Pedersen              | Florian Sénéchal         | Matteo Trentin             |
| 2021 | Wout van Aert              | Giacomo Nizzolo          | Matteo Trentin             |
| 2022 | Biniam Girmay              | Christophe Laporte       | Dries Van Gestel           |
| 2023 | Christophe Laporte         | Wout van Aert            | Sep Vanmarcke              |
| 2024 | Mads Pedersen              | Mathieu van der Poel     | Jordi Meeus                |
| 2025 | Mads Pedersen              | Tim Merlier              | Jonathan Milan             |

#### Mehrfachsieger
| # | Name               | Siege | Zweiter | Dritter | Siegjahre        |
| - | ------------------ | ----- | ------- | ------- | ---------------- |
| 1 | Peter Sagan        | 3     | 1       | 2       | 2013, 2016, 2018 |
| 2 | Eddy Merckx        | 3     | 1       | 1       | 1967, 1970, 1973 |
| 2 | Rik Van Looy       | 3     | 1       | 1       | 1956, 1957, 1962 |
| 4 | Mario Cipollini    | 3     | 1       | 0       | 1992, 1993, 2002 |
| 5 | Tom Boonen         | 3     | 0       | 1       | 2004, 2011, 2012 |
| 6 | Robert Van Eenaeme | 3     | 0       | 0       | 1936, 1937, 1945 |
| 6 | Mads Pedersen      | 3     | 0       | 0       | 2020, 2024, 2025 |
| 8 | Raymond Impanis    | 2     | 1       | 1       | 1952, 1953       |
| 9 | Guido Bontempi     | 2     | 0       | 0       | 1984, 1986       |
| 9 | Tom Steels         | 2     | 0       | 0       | 1996, 1999       |
| 9 | Freddy Maertens    | 2     | 0       | 0       | 1975, 1976       |
| 9 | Briek Schotte      | 2     | 0       | 0       | 1950, 1955       |
| 9 | Frans Aerenhouts   | 2     | 0       | 0       | 1960, 1961       |

Stand: 30. März 2025